# Файе (Аверон)
Файе́ (фр. Fayet, окс. Faiet) — коммуна во Франции, находится в регионе Окситания. Департамент — Аверон. Входит в состав кантона Камарес. Округ коммуны — Мийо.
Код INSEE коммуны — 12099.
Коммуна расположена приблизительно в 570 км к югу от Парижа, в 125 км восточнее Тулузы, в 70 км к юго-востоку от Родеза.

## Население
Население коммуны на 2008 год составляло 273 человека.
| 1962 | 1968 | 1975 | 1982 | 1990 | 1999 | 2008 |
| ---- | ---- | ---- | ---- | ---- | ---- | ---- |
| 356  | 408  | 305  | 280  | 253  | 271  | 273  |

## Экономика
В 2007 году среди 166 человек в трудоспособном возрасте (15—64 лет) 103 были экономически активными, 63 — неактивными (показатель активности — 62,0 %, в 1999 году было 61,9 %). Из 103 активных работали 81 человек (49 мужчин и 32 женщины), безработных было 22 (13 мужчин и 9 женщин). Среди 63 неактивных 6 человек были учениками или студентами, 37 — пенсионерами, 20 были неактивными по другим причинам.

## Достопримечательности
- Колодец (XVI век). Памятник истории с 1931 года[3]
- Замок Рок (1577 год). Памятник истории с 2004 года[4]

## Фотогалерея

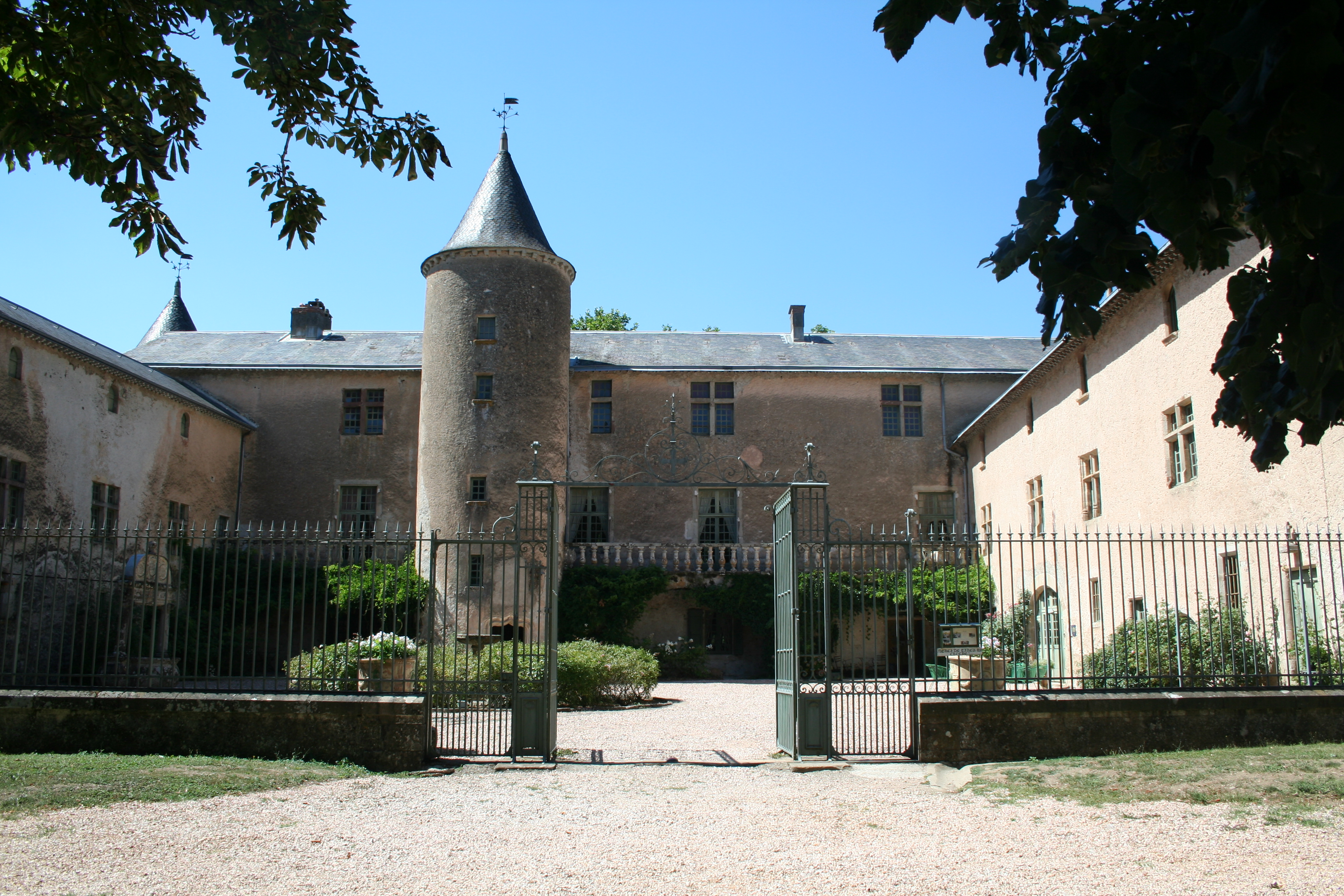
Замок Файе
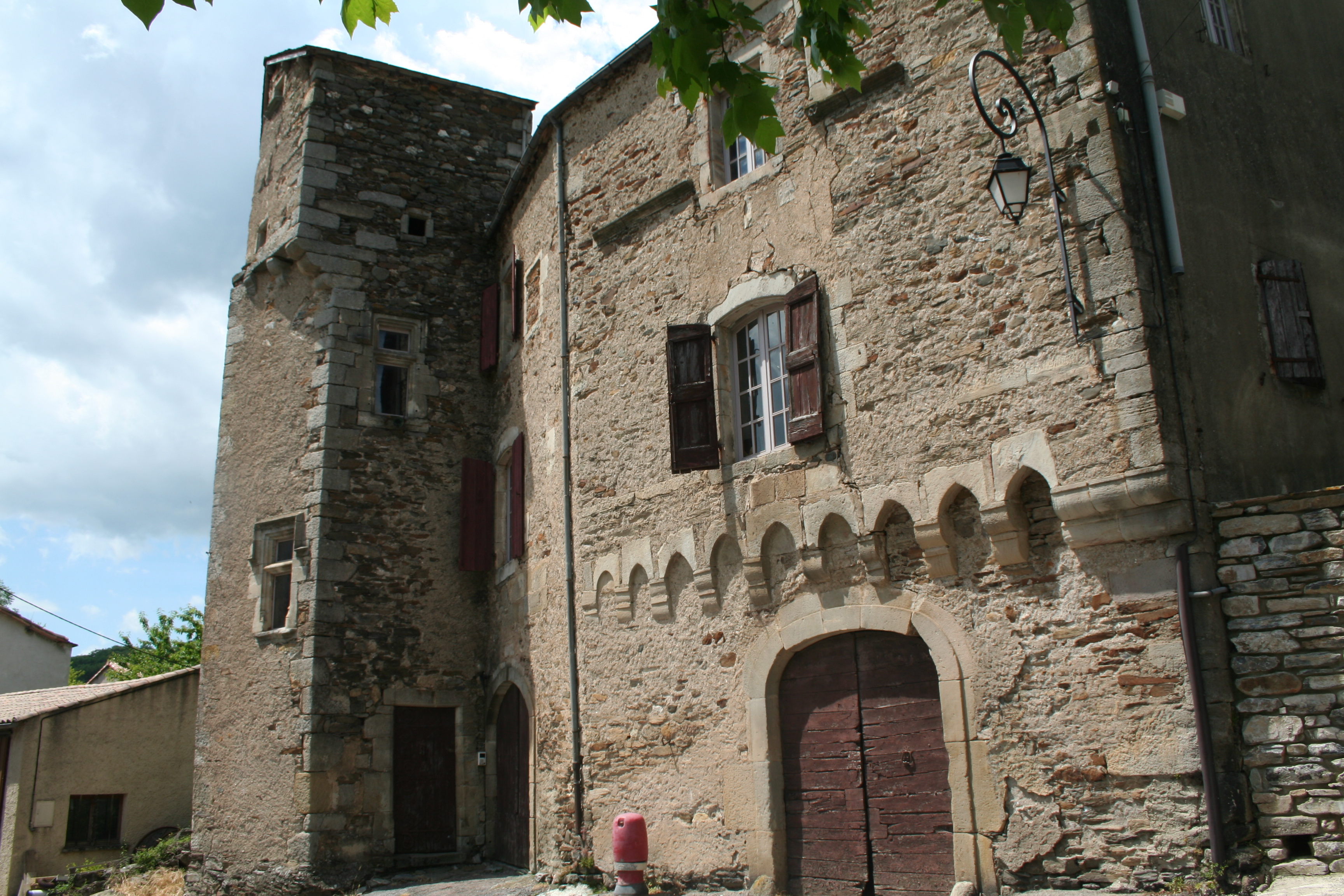
Замок Рок
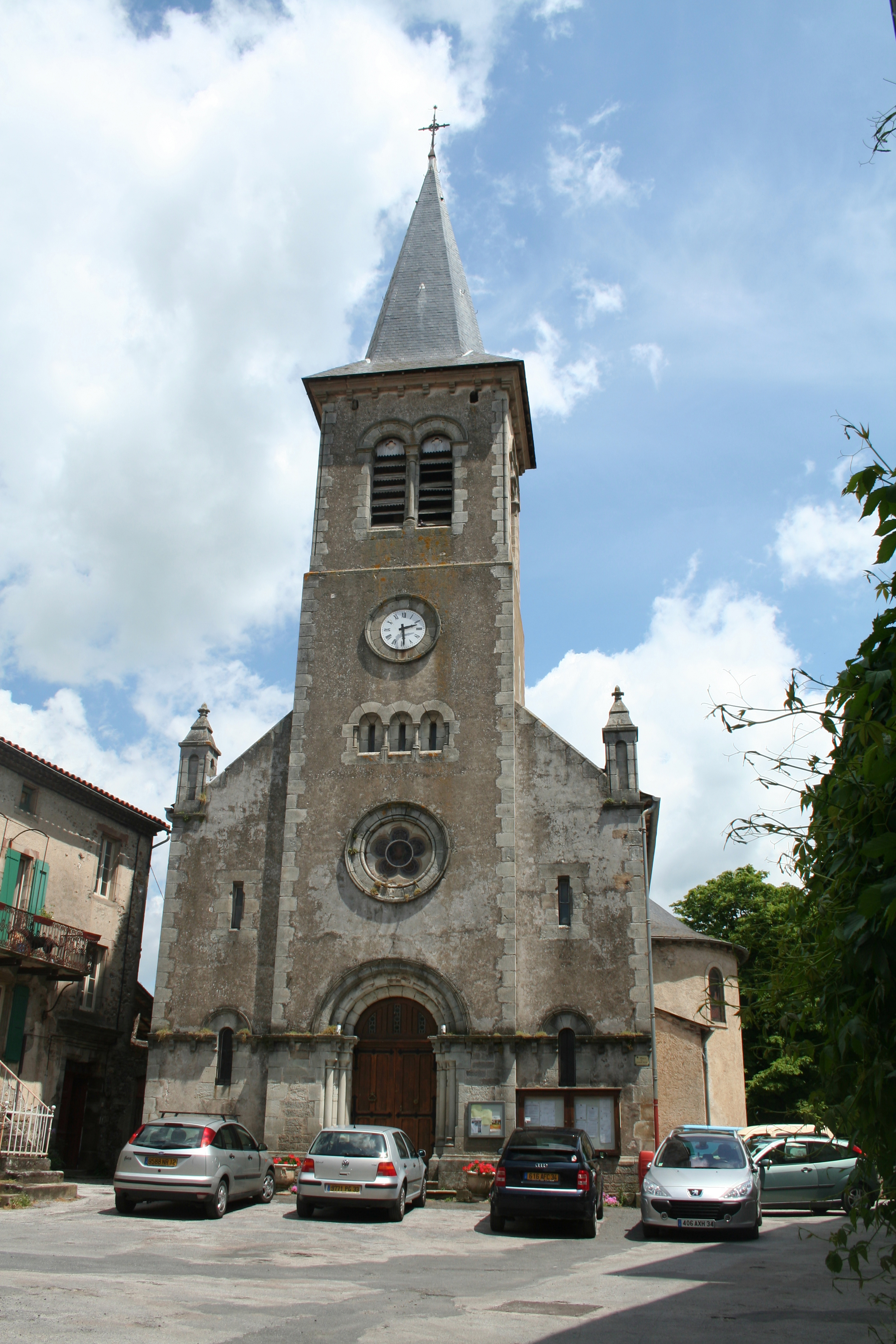
Церковь
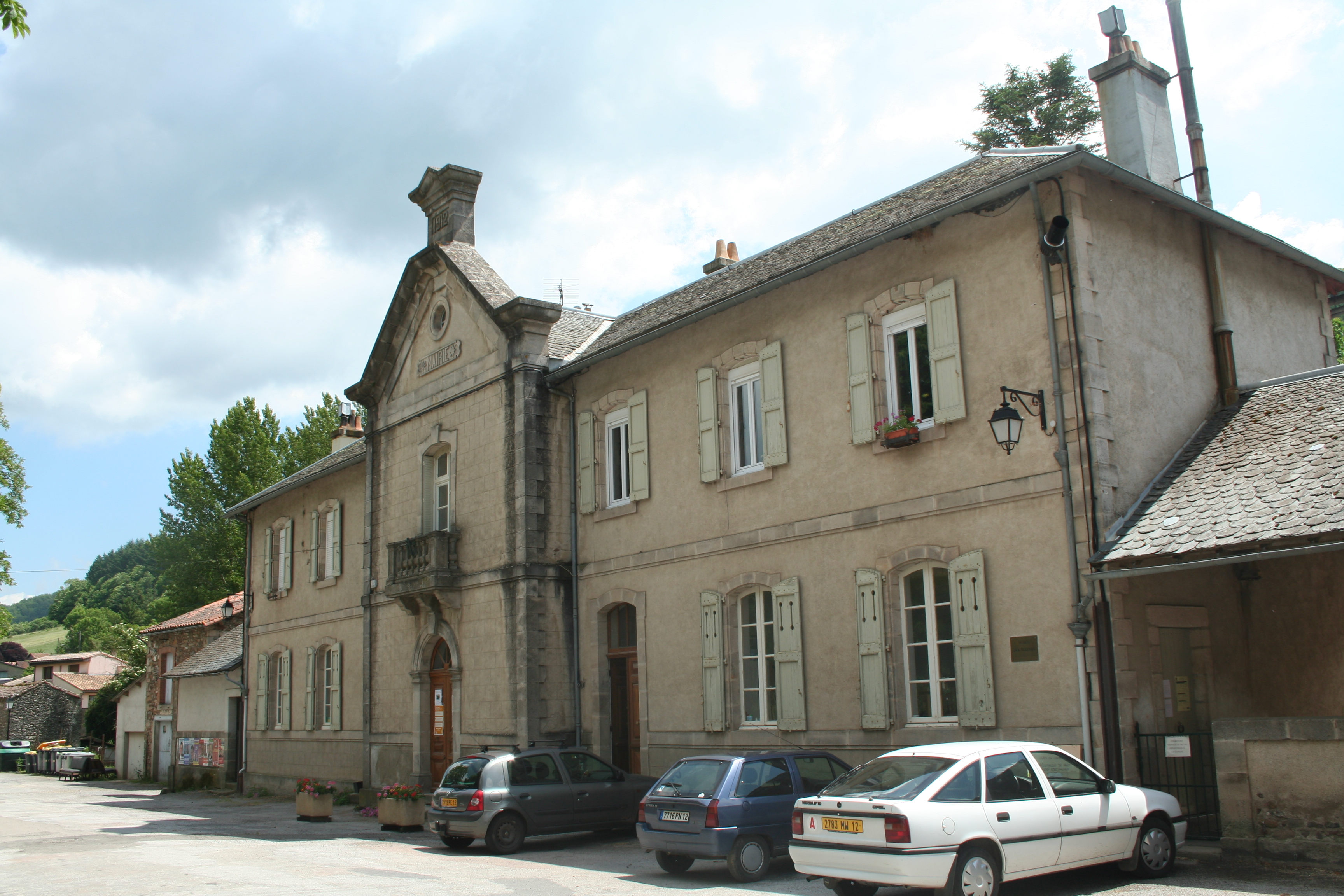
Мэрия
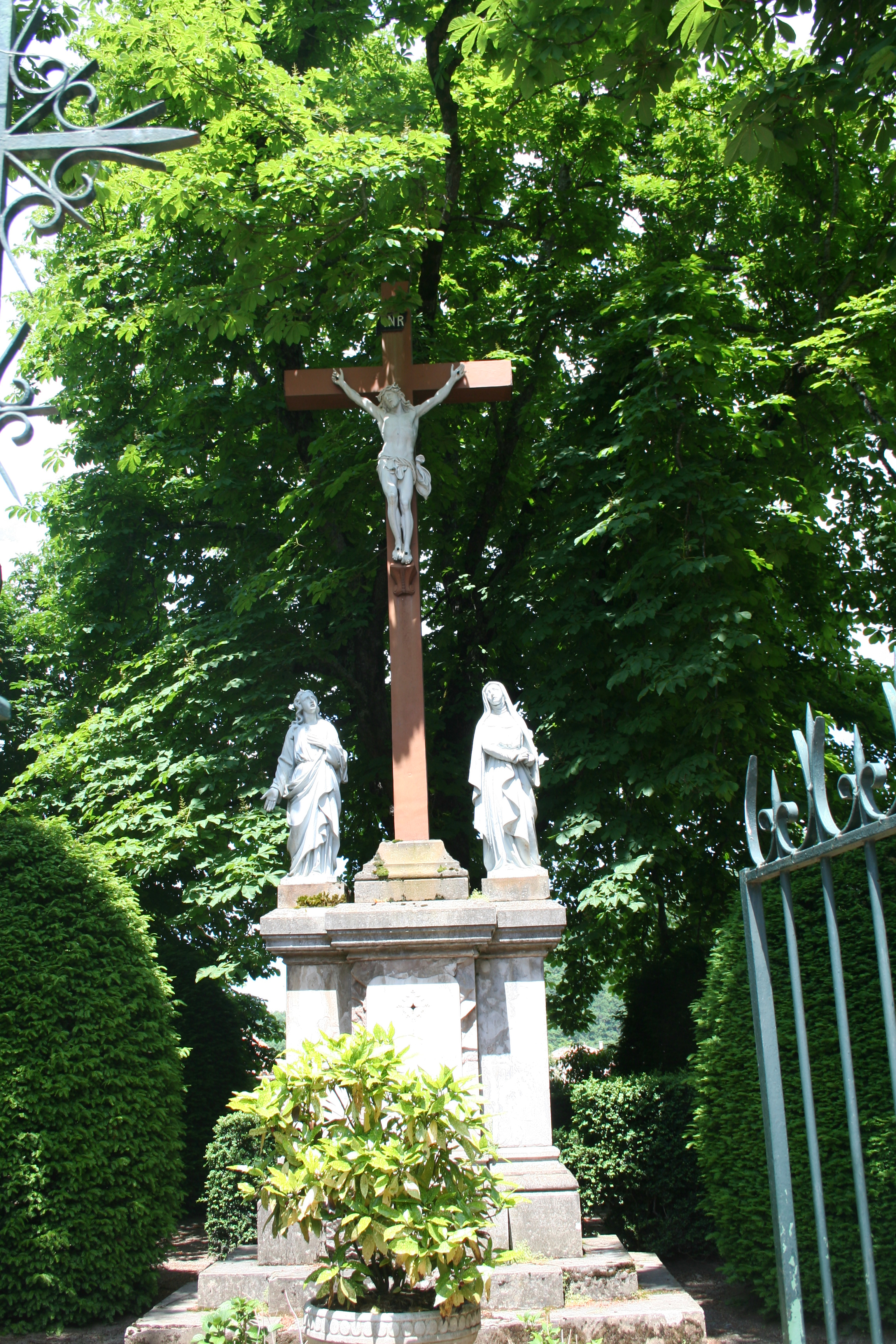
Придорожный крест
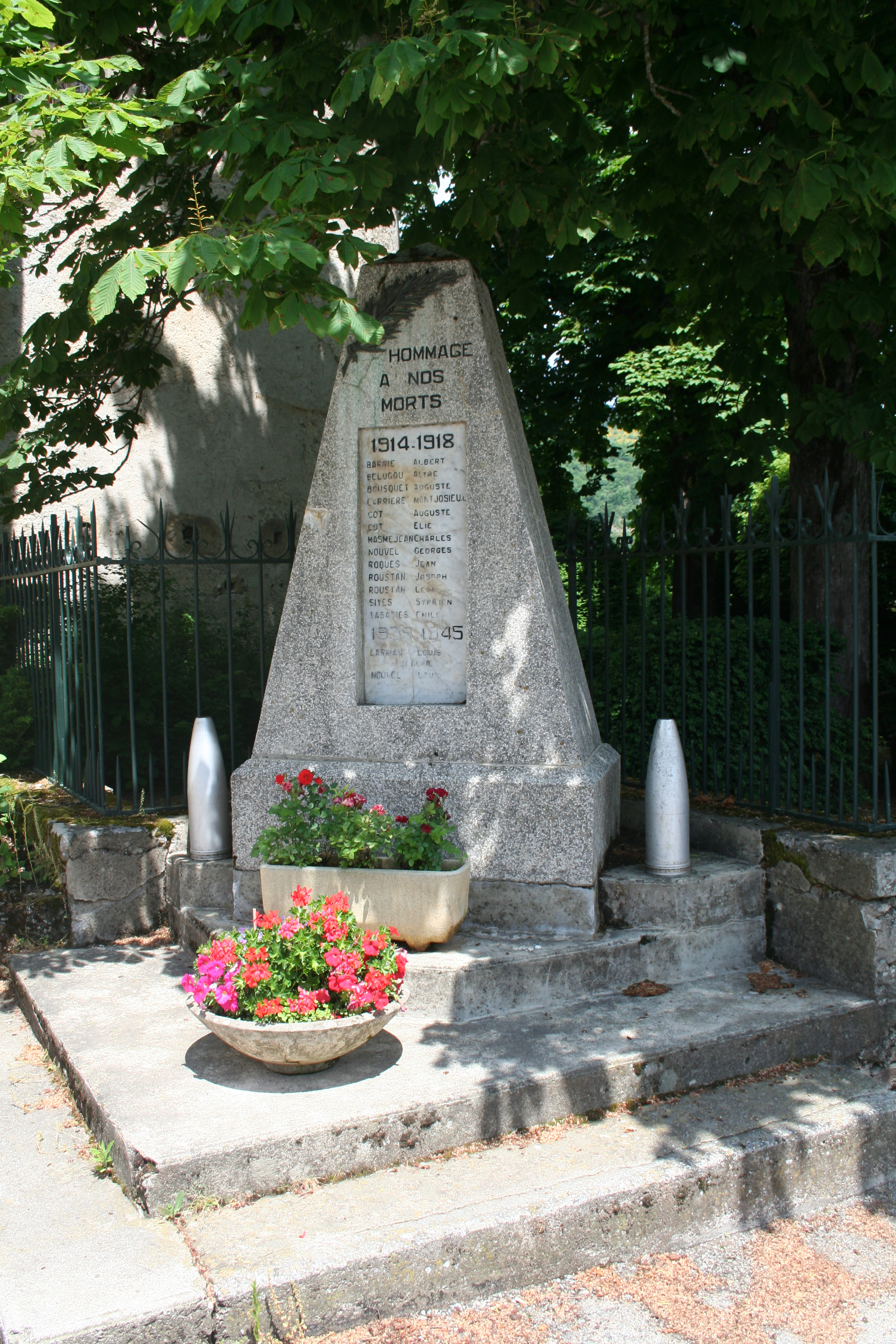
Памятник погибшим в Первой мировой войне